# 威廉·利马
威廉·利马（葡萄牙語：Willian de Sousa e Lima，2000年1月31日—），巴西男子柔道运动员，2023年泛美运动会混合团体银牌得主和男子66公斤级铜牌得主、2024年夏季奥林匹克运动会男子66公斤级银牌得主。